# Crassula congesta
Crassula congesta (N.E.Br., 1902) è una pianta succulenta appartenente alla famiglia delle Crassulaceae, endemica delle Province del Capo, in Sudafrica.
L'epiteto specifico congesta, in latino densa, ammucchiata, si rifà alle infiorescenze, composte da un fitto agglomerato di fiori.

## Descrizione

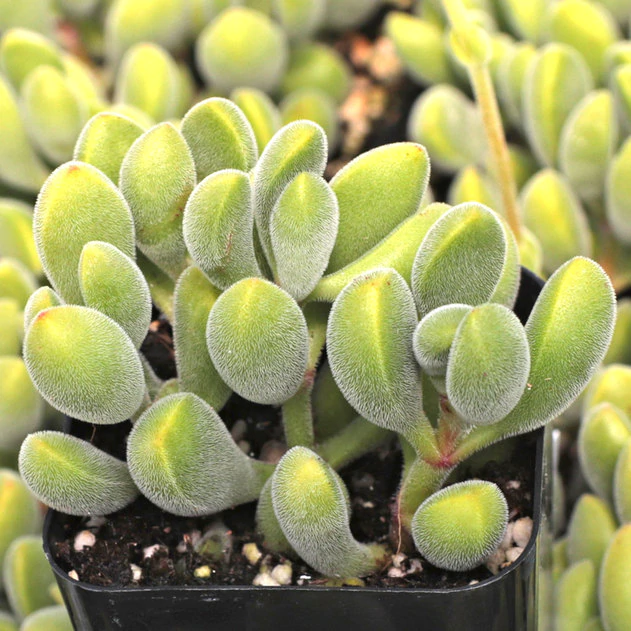
Esemplari di C. congesta coltivati.

C. congesta è una pianta perenne di piccole dimensioni, composta in genere da un singolo stelo che può raggiungere i 20 centimetri d'altezza. L'apparato radicale è composto da fini radici fascicolate.
Le foglie carnose, che misurano tra i 15 e i 30 mm in lunghezza per 8–13 mm in larghezza, sono di forma lanceolata e di dimensioni decrescenti risalendo lungo lo stelo. Inclinate verso l'alto, hanno la pagina superiore piatta, a volte con una scanalatura centrale, e quella inferiore convessa, dalla superficie da glabre a finemente ciliate. Presentano delle estremità acute e sono di colore da grigio a bruno-verde.
Le infiorescenze cimose, che si sviluppano alla fine della stagione autunnale in posizione terminale, sono a capolino. Essendo C. congesta una specie monocarpica, subito dopo la produzione dell'infiorescenza la pianta morirà, concludendo il suo ciclo vitale.
I fiori, pentameri, presentano dei sepali lunghi fino a 4 mm, ricoperti da ciglia, di forma oblungo-lanceolata ed estremità arrotondate. La corolla invece, ampia fino a 15 mm e di forma ampullacea, è composta da 5 petali, dalla forma oblungo-lanceolata, con punte ottuse e fusi tra loro alla base per circa un terzo della lunghezza. Sono di colore da crema a bianco, a volte con sfumature rossastre. Gli stami portano delle antere di colore giallo.

## Distribuzione e habitat
C. congesta è una specie diffusa tra le province del Capo Occidentale e del Capo Settentrionale, nell'area a nord dei Monti Witteberg compresa tra il fiume Touws, nei pressi dell'omonima cittadina, e l'insediamento di Laingsburg.
L'areale, suddiviso tra le due ecoregioni di Karoo Succulento e fynbos, è composto principalmente da aride colline ed in particolare da vari affioramenti di quarzite, sui quali la pianta abbonda. È attualmente nota per sette diverse popolazioni, ripartite su di una EOO (Extent Of Occurance) di circa 1400 km2, e, dato l'isolamento dell'area, viene classificata come una specie a rischio minimo.

## Biologia
Non è ben chiaro il metodo d'impollinazione di questa specie, ma i fiori color crema e il profumo dolce suggerisco che avviene durante le ore notturne, attraverso alcune specie di tarme. Il colore delle foglie le permette inoltre di mimetizzarsi nei terreni composti da quarzite e da ghiaia su cui cresce.
Peculiarità di questa pianta è il metodo di dispersione dei semi: questi non vengono trasportati dal vento ma sarà lo stelo fiorale, essiccandosi, (ricordiamo essere questa una specie monocarpica) a piegarsi verso il suolo ed interrarsi, lasciando così cadere i semi, poi dispersi attraverso la pioggia.

## Tassonomia

### Sottospecie
Al momento, oltre alla pianta in sé, è accettata una sola sottospecie:
- Crassula congesta subsp. laticephala ((Schönland) Toelken, 1975)[12]

Per indicare la specie principale viene talvolta utilizzato il nome C. congesta subsp. congesta.

#### Crassula congestasubsp.laticephala

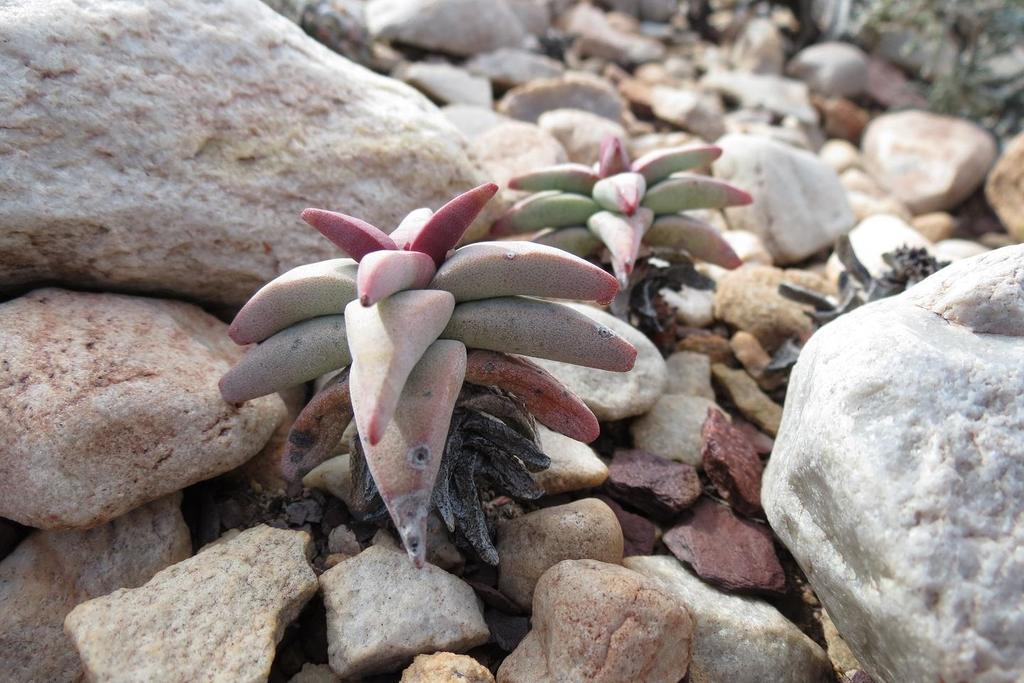
Esemplari di Crassula congesta subsp. laticephala.

C. congesta subsp. laticephala è l'unica sottospecie di C. congesta e, diversamente dalla specie principale, è diffusa sul versante meridionale dei Monti Witteberg, nella parte della provincia del Capo Occidentale compresa tra le località di Barrydale e Oudtshoorn. Così come subsp. congesta è prevalentemente diffusa su terreni quarzitici e ne sono attualmente note quattro sole popolazioni, il che la rende una specie particolarmente rara.
La principale caratteristica che la contraddistingue sono le foglie, di forma acuta e soprattutto con le estremità ripiegate verso il basso, contrariamente a subsp. congesta, nella quale puntano verso l'alto. Inoltre è una pianta di dimensioni inferiori, raggiungendo al massimo i 10 cm d'altezza.
Sinonimi sono anche Crassula laticephala (Schönland, 1913), basionimo dell'attuale denominazione, risalente a quando era classificata come una specie a sé stante, e Tetraphyle congesta var. laticephala ((Schönland) P.V.Heath, 1993).